# Lohengelb, oder Die Jungfrau von Dragant (Tragant)
Versions successives
- 1984 : Version modernisée de Fritz Muliar à la Wiener Kammeroper

Personnages
- Le Landvogt
- Lohengelb
- Mordigal
- Ruaferl
- Gertrud
- Elsa

Lohengelb oder die Jungfrau von Dragant (Tragant) est une opérette en trois actes de Franz von Suppé d'après un livret de Karl Costa et Moritz Anton Grandjean. Elle est présentée comme une parodie inspirée par Johann Nestroy de Lohengrin de Richard Wagner.
Après une première représentation le 23 juillet 1870 au Stadttheater Graz, elle est donnée à Vienne au Carltheater, le 30 novembre 1870.
L'œuvre est remontée en 1984 à la Wiener Kammeroper, mise en scène par Fritz Muliar et enregistré par l'ÖRF. Le livret est réécrit par Kurt Huemer pour être transposé dans le monde contemporain. Elle est entrecoupée par des extraits de Wagner.
En 1988, la WDR fait une version beaucoup plus proche de l'originale.